# Aufgelassene Sandgrube östlich Riding
Aufgelassene Sandgrube östlich Riding este o arie protejată (arie specială de conservare — SAC, sit de importanță comunitară — SCI) din Germania întinsă pe o suprafață de 2,25 ha, integral pe uscat.

## Localizare
Centrul sitului Aufgelassene Sandgrube östlich Riding este situat la coordonatele 48°22′41″N 12°00′03″E / 48.3781°N 12.0008°E.

## Înființare
Situl Aufgelassene Sandgrube östlich Riding a fost declarat sit de importanță comunitară în martie 2001 pentru a proteja 1 specie de animale. Situl a fost protejat și ca arie specială de conservare în aprilie 2016.

## Biodiversitate
Situată în ecoregiunea continentală, aria protejată nu include niciun habitat protejat.
La baza desemnării sitului se află o specie protejată de  amfibieni: izvoraș-cu-burta-galbenă (Bombina variegata).
Pe lângă speciile protejate, pe teritoriul sitului au mai fost identificate 1 specie de reptile.